# Mado Maurin
Pour les articles homonymes, voir Mado (homonymie) et Maurin.
Madeleine Maurin, dite Mado Maurin, est une actrice française née le 24 septembre 1915 à Paris 14e et morte le 7 décembre 2013 à Paris 13e.

## Biographie

### Famille
Fille d'un couple de fantaisistes, Mado Maurin entre au conservatoire de musique comme pianiste et participe à des opérettes. Mariée au baryton Pierre-Marie Bourdeaux puis au ténor Georges Collignon (alias Georges Pierson), elle est la mère des comédiens Jean-Pierre Maurin (1941-1996), Yves-Marie Maurin (1944-2009), Patrick Dewaere (1947-1982), Dominique Collignon-Maurin (1949-2025), Jean-François Vlérick et Marie-Véronique Maurin.
Surnommés « Les petits Maurin », ils participent à de nombreux films, pièces radiophoniques et dramatiques télévisées. Patrick Dewaere débute aux côtés de sa mère au théâtre de Chaillot dans Primerose. Elle signe trois ouvrages biographiques le concernant.

## Chronologie

### Mado Maurin, point central de la tribu
Madeleine Maurin, dite Mado Maurin, naît le 24 septembre 1915 à Paris, unique enfant d'un couple qui s'est connu au grand magasin Au Bon Marché. Son père Louis Maurin né en 1880 est alors second chef du rayon des jouets et sa mère, née Léontine Estelle Wiart en 1890, occupe le poste de vendeuse au rayon des objets d'art. Louis Maurin et Léontine Wiart se marient le 2 juillet 1911 à Paris. Après la naissance de Mado, ils vivent au 22, rue Falguière à Paris et vont régulièrement au théâtre, à l'opéra comique et à l'opérette ainsi qu'au séances de cinéma muet où ils emmènent souvent la petite Mado. En 1926, le couple parvient à acheter un grand terrain et une coquette maison à Royan qui est vite désignée comme la Maurinière où ils passent leurs étés et qui va devenir le repaire de vacances de tous les futurs Maurin.

#### Première union et deux premiers enfants

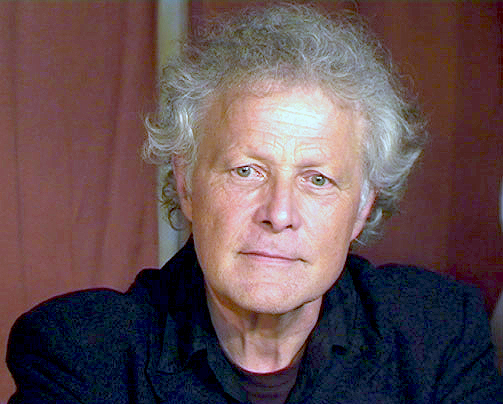
Yves-Marie Maurin en 2009.

Le 7 mars 1934, devenue artiste lyrique alors qu'elle est âgée d'à peine 19 ans, Mado Maurin épouse Pierre-Marie Bourdeaux né en 1905. Ils forment dès lors un duo d'artistes et se retrouvent dans le sud de la France. Mais en 1939, la guerre provoque leur séparation. Toutefois, un premier né vient au jour le 18 juillet 1941 à Toulouse où Mado est alors engagée au Capitole. Il est baptisé Jean-Pierre. En 1943, Pierre-Marie Bourdeaux et Mado partent en Allemagne donner un concert organisé par la Croix-Rouge pour les prisonniers. À leur retour à Toulouse, le 19 avril 1944 naît Yves-Marie mais le couple est alors au bord de la rupture.

#### Un enfant naturel reconnu par son premier époux

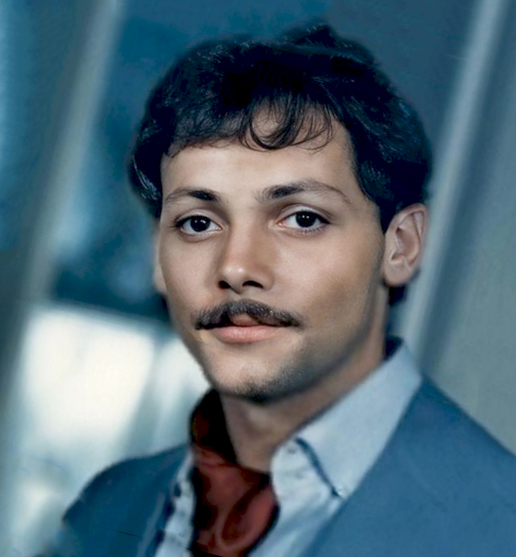
Patrick Dewaere en 1975

Abandonnée à elle-même à Saint-Brieuc, Mado s'éprend du chef d’orchestre et artiste lyrique Michel Têtard qui appartient à la même troupe. Le divorce est alors accepté par Pierre-Marie Bourdeaux qui dialogue directement avec Michel Têtard. La passion avec ce dernier ne dure qu'une année car Mado rentrée à Paris attend alors son troisième enfant prénommé Patrick,  mais son nouveau compagnon se refuse à croire qu'il en est le père. Un télégramme de rupture met fin à l'union et dès lors l'enfant est officiellement de père inconnu. Bien que séparé de Mado, Pierre-Marie Bourdeaux reconnaît officiellement le tout petit Patrick. En 1968, Patrick abandonne le patronyme familial Maurin pour le pseudonyme « De Waëre », puis Dewaere.
À l'été 1947, Georges Collignon alias Georges Pierson, ténor de la troupe du théâtre de Calais où Mado est nommée directrice, entretient une liaison avec Mado Maurin et l'épouse en 1948.

#### À Paris, un quatrième fils

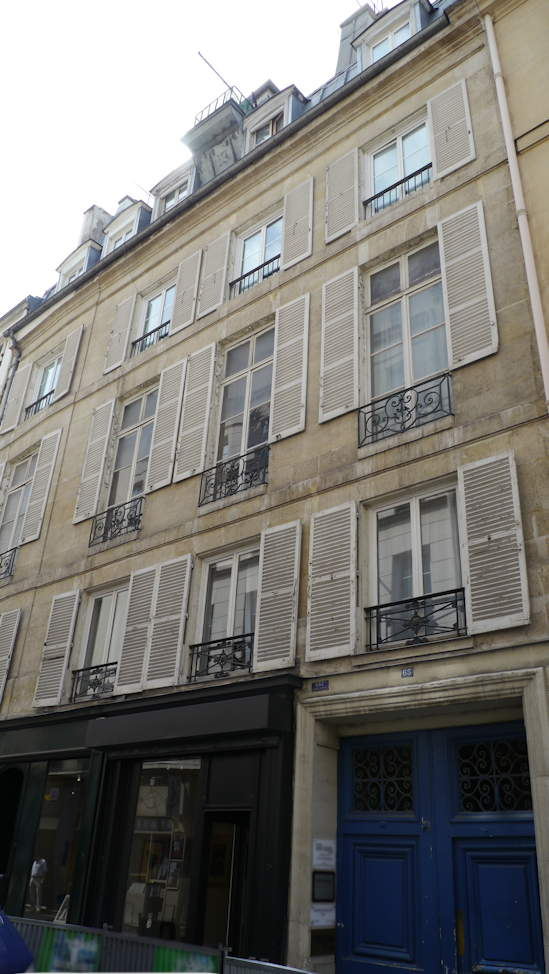
Immeuble au 65 rue Sainte-Anne, lieu de résidence des Maurin à partir de 1949.

La famille recomposée s'installe au 65 rue Sainte-Anne à Paris et Mado donne naissance à son quatrième fils, en 1949 prénommé Dominique. À cette période, Mado commence à très régulièrement « fournir » ses enfants aux producteurs, réalisateurs, metteurs en scènes ou organisateurs de spectacles et de tournées, dès leur plus jeune âge.

#### Une tribu d'artistes de tous âges
En 1957, Jean-François, cinquième enfant de Mado voit le jour et il est lui aussi très jeune mis au travail dans cette entreprise familiale d'artistes. À sa majorité en 1975, comme son frère Patrick, il choisit un nouveau patronyme et devient Jean-François Vlérick.
Née en 1960 à Toulouse, le dernier enfant de Mado est une fille se prénommant Marie-Véronique. Également comédienne, elle choisit à son tour de changer de patronyme, adoptant en 1982, l'année du suicide de son frère Patrick Dewaere, le nom de naissance de sa grand-mère maternelle, Wiart.
Après la mort de Jean-Pierre Maurin en 1996, celle d'Yves Marie en 2009 puis celle de Mado en 2013, seul Dominique utilise encore le pseudonyme Maurin, auquel il a ajouté son patronyme officiel Collignon.

### Mort et hommages
Mado Maurin meurt à Paris 13e le 7 décembre 2013, à l'âge de 98 ans. Elle est incinérée, et l'urne est inhumée dans le caveau familial au cimetière de Gouvernes (Seine-et-Marne).
En octobre 2019, la voie CR/18, située dans le nouveau quartier Chapelle international (18e arrondissement de Paris) prend le nom de rue Mado-Maurin.

## Membres de la famille ayant utilisé le pseudonyme Maurin
- Mado Maurin
- Jean-Pierre Maurin
- Yves-Marie Maurin
- Patrick Dewaere
- Dominique Maurin
- Jean-François Vlérick
- Marie-Véronique Maurin alias Marie Wiart

## Filmographie

### Cinéma

#### Longs métrages
- 1973 : Je sais rien, mais je dirai tout de Pierre Richard : la mère à la Sécurité sociale
- 1976 : Je suis Pierre Rivière de Christine Lipinska : la grand-mère
- 1979 : Un si joli village d'Étienne Périer : Élodie
- 1979 : La Femme flic d'Yves Boisset : La logeuse
- 1980 : Un mauvais fils de Claude Sautet : la femme d'André
- 1981 : Plein sud de Luc Béraud : la concierge
- 1982 : Légitime Violence de Serge Leroy
- 1982 : Rebelote de Jacques Richard
- 1983 : Viva la vie de Claude Lelouch : la mère de Françoise
- 1983 : Sandy de Michel Nerval
- 1986 : Les mois d'avril sont meurtriers de Laurent Heynemann : la concierge
- 1988 : Le Crime d'Antoine de Marc Rivière : la voisine
- 1992 :  Le Cahier volé de Christine Lipinska : la Mère supérieure
- 1995 : La Poudre aux yeux de Maurice Dugowson : la mère d'Arnold
- 2003 : Les Clefs de bagnole de Laurent Baffie : la dame en blanc
- 2007 : Les Toits de Paris : la mère de Thérèse
- 2011 : RIF de Franck Mancuso : la mère Jorelle

#### Courts métrages
- 1980 : L'Histoire du cahier anonyme d'Olivier Douyère
- 1984 : Homicide by night de Gérard Krawczyk
- 1984 : L'Exécutée d'Annick Morice
- 1986 : Made in Belgique d'Antoine Desrosières
- 1990 : Uhloz de Guy Jacques : la voisine
- 1991 : Le Silence de l'été de Véronique Aubouy
- 1991 : Bill's party de Simon Creswell
- 1992 : Goutte à goutte d'Éric Garnier
- 1993 : Fermer les yeux de Georges Zeter : la grand-mère
- 2007 : Agnosie de Hugo Lafitte et Cédric Frétard

### Télévision
- 1970 : Alice au pays des merveilles de Jean-Christophe Averty : la cuisinière
- 1973 : La Vie rêvée de Vincent Scotto de Jean-Christophe Averty : la concierge
- 1974 : Les Petits Enfants du siècle de Michel Favart : la gardienne
- 1975 : Le Péril bleu de Jean-Christophe Averty : Madame Jeantaz
- 1977 : Une femme, une époque, épisode Marilyn Monroe de Régis Milcent
- 1979 : Les Cinq Dernières Minutes, épisode Chassez le naturel de Claude Loursais : Mère Uttwiller
- 1980 : Médecins de nuit de Jean-Pierre Prévost, épisode : La Pension Michel (série télévisée) : Julie Landais
- 1981 : Le Cocu magnifique de Marlène Bertin
- 1983 : La Veuve rouge d'Édouard Molinaro : Pauline
- 1983 : Les Enquêtes du commissaire Maigret d'Alain Levent (série télévisée), épisode : La Colère de Maigret
- 1984 : Les Ferrailleurs des Lilas, téléfilm de Jean-Paul Sassy : ?
- 1985 : Maguy
- 2002 : Jean Moulin d'Yves Boisset : Mme Philippe
- 2006 : Marie Besnard, l'empoisonneuse de Christian Faure : Mme Davaillaud
- 2007 : Les Diablesses d'Harry Cleven : Sœur Marie-Odile

### Vidéographie
- Thérèse de Lisieux, un écho du cœur de Dieu, (voix de Mère Marie de Gonzague), documentaire de Jean-Daniel Jolly Monge, CERF-AME (1997)
- M comme Mado, documentaire de  Delphine Lemoine, KTO TV (2002)[6]

## Théâtre
- 1955 : Sud de Julien Green, mise en scène Jean Mercure, Théâtre des Célestins
- 1974 : Baal de Bertolt Brecht, mise en scène François Joxe, Théâtre de la Plaine
- 1975 : Hinkemann de Ernst Toller, mise en scène François Joxe, Théâtre de la Plaine
- 1977 : Transit d'après Henry Miller (Just wild about Harry), mise en scène François Joxe, Théâtre national de Chaillot
- 1977 : Barracas 1975 de Richard Demarcy et Teresa Mota, mise en scène des auteurs, Festival d'Avignon, Théâtre de la Commune
- 1978 : Le Bluff de Giovanni Arpino, mise en scène Attilio Maggiulli, Théâtre Italien
- 1989 : Tempo de Richard Harris, mise en scène Philippe Ogouz, Théâtre Fontaine
- 1995 : L'Absence de guerre de David Hare, mise en scène Daniel Benoin, Comédie de Saint-Étienne
- 1996 : Si je peux me permettre de Robert Lamoureux, mise en scène Francis Joffo, Théâtre des Nouveautés
- 1999 : Si je peux me permettre de Robert Lamoureux, mise en scène Francis Joffo, Théâtre Saint-Georges
- 2001 : Sexe, Magouilles et Culture générale de Laurent Baffie, Théâtre du Gymnase Marie Bell
- 2002, 2004, 2005 : Sexe, Magouilles et Culture générale de Laurent Baffie, Comedia
- 2008 : Un point c'est tout ! de Laurent Baffie, mise en scène de l'auteur, Théâtre du Palais-Royal

## Radio
Participation occasionnelle à C'est quoi ce bordel ? sur Europe 1.

## Publications
- Patrick Dewaere : Mon fils, cet inconnu, Mame, 1993,  (ISBN 978-2728905850)
- Parce que c'est vrai !, Mame, 1995,  (ISBN 978-2728901821)
- Patrick Dewaere, mon fils : La Vérité, Le Cherche Midi, 2006,  (ISBN 978-2749105314)

### Sources bibliographiques
- Mado Maurin, Parce que c'est vrai !, Paris, éditions MAME, coll. « Raisons de vivre », 1984
- Mado Maurin, Patrick Dewaere, mon fils, cet inconnu, Paris, MAME, 1993
- Jean-Marc Loubier, Patrick Dewaere, la frayeur de vivre, Paris, éditions Michel Lafon, 6 juin 2002, 326 p. (ISBN 978-2-84098-831-1)
- Mado Maurin, Patrick Dewaere, mon fils : La Vérité, Paris, Le Cherche midi, novembre 2006, 295 p. (ISBN 978-2-7491-0531-4)
- Bertrand Tessier, Patrick Dewaere : La Douleur de vivre, Paris, Albin Michel, 3 janvier 2007, 96 p. (ISBN 978-2-226-15214-5)
- Rémi Fontanel, Patrick Dewaere, le funambule, Paris, Scope Éditions, novembre 2010, 122 p. (présentation en ligne)L'universitaire Rémi Fontanel consacre une « étude actorale » sur Patrick Dewaere tentant d'expliquer l'influence de sa biographie dans ses personnages.
- Christophe Carrière, Patrick Dewaere : Une vie, Paris, Balland, juin 2012, 250 p. (lire en ligne)
- Christophe Carrière (préf. Lola Dewaere), Patrick Dewaere, l'écorché, Paris, Michel Lafon, 15 juin 2017, 267 p. (ISBN 978-2-7499-3256-9)
- Marc Esposito, Mémoires d'un enfant du cinéma : les années "Première", Paris, Robert Laffont, 9 mai 2019, 530 p. (ISBN 978-2-221-23931-5)